# Alojzy Szarłowski
Szarłowski Alojzy pseudonim A. Sulima (ur. 2 grudnia 1845 w Żwirgżynie na Litwie, zm. 29 maja 1911 w Krakowie) – polski historyk, badacz dziejów Stanisławowa.

## Życiorys
Urodził się w Żwirgżdynie w powiecie kowieńskim (rodzice: Ignacy Szarłowski i Anna Ginet). Ukończył gimnazjum w Kiejdanach i w Kownie. Wziął czynny udział w powstaniu styczniowym 1863 w oddziałach Bolesława Kołyszki na Żmudzi i Feliksa Wysłoucha w powiecie trockim. W bitwie pod Olkienikami 31 maja 1863 został ranny. Po wyleczeniu ran w jednym z okolicznych dworków udał się do rodzinnego miasta, gdzie został aresztowany i uwięziony wraz z ojcem w więzieniu w Trokach. Po wypuszczeniu z więzienia udał się do Moskwy. W 1869 roku uzyskawszy zwolnienie z nadzoru publicznego, przybył do Krakowa. Tam ukończył studia na wydziale filozoficznym Uniwersytetu Jagiellońskiego. Po studiach w latach 1874–1906 pracował jako nauczyciel w gimnazjach we Lwowie, Stanisławowie i Krakowie (Wyższa Szkoła realna we Lwowie, Gimnazjum w Stanisławowie, Wyższa Szkoła realna w Krakowie i latach 1900–1906 III Gimnazjum im. Sobieskiego w Krakowie). Podczas pobytu w Stanisławowie,  zbierał dokumenty i przeglądał archiwa, co zaowocowało napisaniem historii miasta i jego regionu.  W Krakowie od 1893 wykładał na Kursach im. Baranieckiego, najpierw historię powszechną, potem historię konstytucji i ustroju państw europejskich oraz geografię kolonialną.  W 1887 na wniosek Stanisława Smolki powołany na członka Komisji historycznej Akademii Umiejętności w Krakowie.  
Zajmował się pracą literacką i dziennikarską. Współpracował z czasopismem Kraj, pisał też do: Przeglądu polskiego, Przeglądu powszechnego, Kwartalnika historycznego, Przeglądu lwowskiego, Kuriera poznańskiego i Czasu.
Zmarł w Krakowie i został pochowany w grobowcu rodzinnym na cmentarzu Rakowickim (kwatera HC, rząd płn.). 

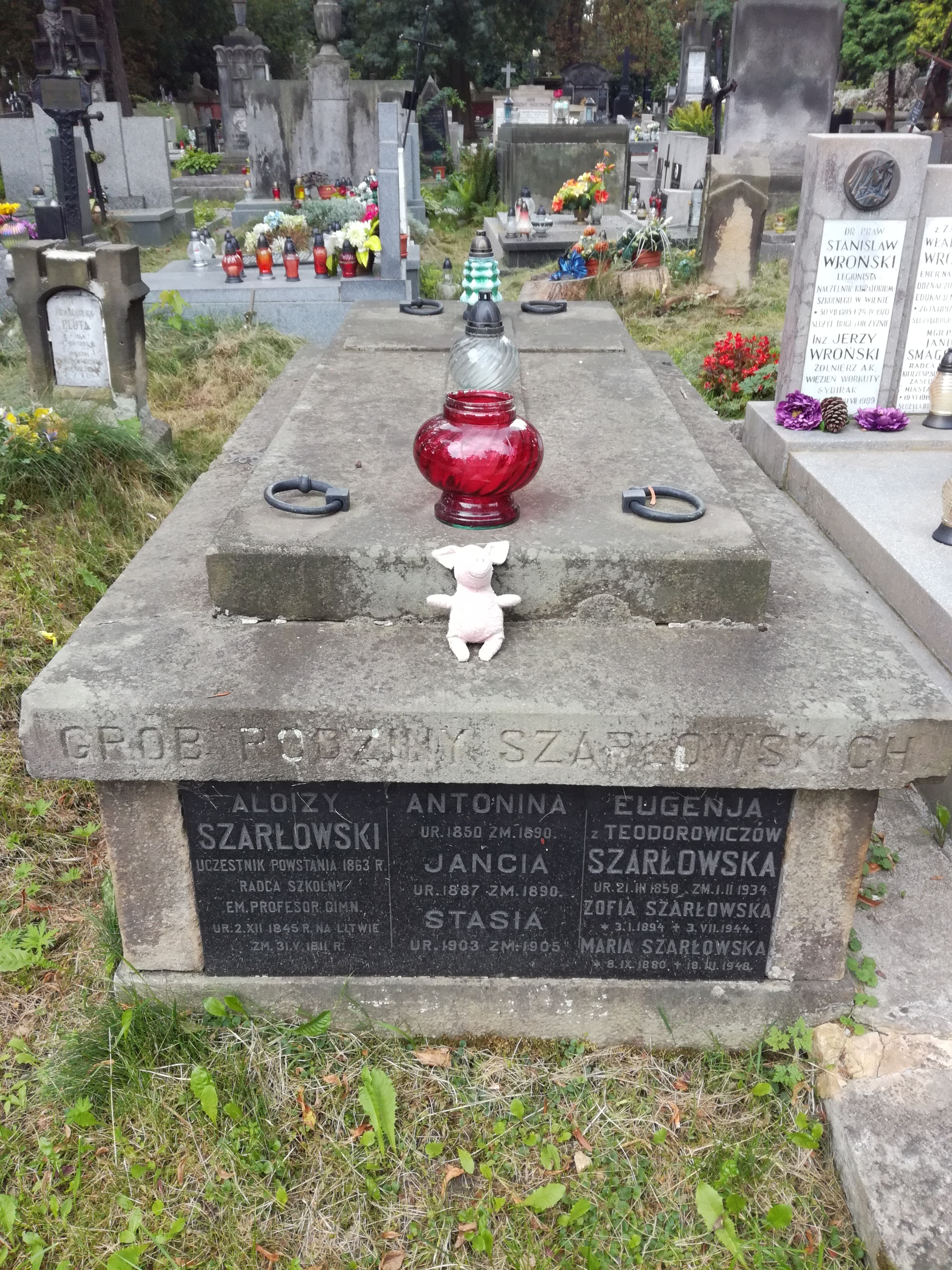
Grób Alojzego Szarłowskiego na cmentarzu Rakowickim

Żona Eugenia z Teodorowiczów, z którą miał cztery córki m.in. Helenę Halecką – żona historyka Oskara Haleckiego. Autor wspomnień z okresu powstania styczniowego na Litwie.

## Ważniejsze publikacje
- Polityka Polaków a skargi Rusinów, Lwów 1880
- Rok 1863. Ze wspomnień Rosyanina, Poznań 1884.
- Krótki rys dziejów powszechnych. Przerobienie Karola Ploetz'a, dokonane przez Alojzego Szarłowskiego i Juljana Sutowicza, Kraków 1886.
- Rys historyczny miasta Stanisławowa, Stanisławów 1887.
- Stanisławów i powiat stanisławowski pod względem historycznym i geograficzno – statystycznym, Stanisławów 1887.
- Wpływ Polski na Moskwę w wieku XVII, Kraków 1892.
- Z dziejów etnografii rosyjskiej, Kraków 1893.
- Z dziejów Państwa Kościelnego 755 – 1846 – 1870 ze szczególnym uwzględnieniem zaboru Państwa Kościelnego, Kraków 1903.
- Od absolutyzmu do konstytucji w Rosji (1548—1905), Kraków 1906.
- Oskar Halecki, Z pierwszych dni powstania styczniowego w Kownie i na Żmudzi. Fragment z pamiętnika Alojzego Szarłowskiego, „Czas” 23.01.1938 r.
- Ze wspomnień Alojzego Szarłowskiego o powstaniu 1863 roku na Litwie, przygotowali do druku Oskar i Helena Haleccy, “Teki Historyczne” 12 (1962/1963), s. 221–278 . Fragment Napoleon pod Moskwą .